# Simon Nelson
Simon Nosa Salami Nelson (* 3. Februar 2002 in Graz) ist ein österreichischer Fußballspieler.

## Karriere

### Verein
Nelson begann seine Karriere beim SK Sturm Graz, bei dem er ab der Saison 2016/17 auch sämtliche Altersstufen in der Akademie durchlief. Zur Saison 2020/21 rückte er in den Kader der Amateure der Grazer, für die er im August 2020 in der Regionalliga debütierte. Im Dezember 2020 erhielt er einen bis Juni 2023 laufenden Profivertrag und rückte dann im Jänner 2021 in den Kader der Profis, kam allerdings für diese sowohl in den Saisonen 2020/21 als auch 2021/22 nie zum Einsatz. Mit Sturm II stieg er am Ende der Saison 2021/22 in die 2. Liga auf.
Sein Zweitligadebüt gab der Verteidiger dann im Juli 2022, als er am ersten Spieltag der Saison 2022/23 gegen den SV Horn in der Startelf stand. Bis zur Winterpause kam er zu elf Zweitligaeinsätzen für Sturm II. Ohne Einsatz für die Profis wechselte Nelson im Februar 2023 innerhalb der Bundesliga zum SCR Altach. Für Altach kam er insgesamt zu vier Einsätzen in der Bundesliga. Im September 2023 wurde sein Vertrag wieder aufgelöst.
Nach mehreren Monaten ohne Verein kehrte er im Februar 2024 zum Zweitligisten Sturm II zurück. Für die Grazer kam er zu fünf Zweitligaeinsätzen, ehe er das Team nach der Saison 2023/24 wieder verließ. Zur Saison 2024/25 wechselte er dann zum viertklassigen SV Tillmitsch.

### Nationalmannschaft
Nelson spielte im April 2017 erstmals für eine österreichische Jugendnationalauswahl. Im September 2018 debütierte er gegen Zypern für die österreichische U-17-Auswahl. Mit dieser nahm er 2019 auch an der EM teil. Bei dieser kam er zu zwei Einsätzen, mit Österreich schied er jedoch punktelos als Letzter der Gruppe D in der Vorrunde aus.
Im September 2019 spielte er gegen Norwegen erstmals für das U-18-Team.